# Advanced Modular Armor Protection
Advanced Modular Armor Protection (AMAP) es un concepto de armadura compuesta modular, desarrollado por la empresa alemana IBD Deisenroth Engineering. Según IBD, AMAP es una armadura compuesta de cuarta generación, que utiliza nanocerámicas y tecnologías modernas de aleación de acero. AMAP es el sucesor de MEXAS.
Algunos módulos de la familia AMAP se pueden combinar para crear una protección completa.

## Estructura
AMAP está utilizando nuevas aleaciones de acero avanzadas, aleaciones de aluminio-titanio, aceros de grano nanométrico, cerámicas y nanocerámicas. El nuevo acero altamente endurecido necesita un 30% menos de espesor para ofrecer el mismo nivel de protección que el acero ARMOX500Z High Hard Armor. Mientras que el titanio requiere solo un 58% de peso que la armadura homogénea laminada (RHA) para alcanzar el mismo nivel de protección, el nuevo Mat 7720, una aleación de aluminio-titanio recientemente desarrollada, solo necesita el 38% del peso. Eso significa que esta aleación es más del doble de protectora que la RHA del mismo peso.
AMAP también está haciendo uso de nuevas nanocerámicas, que son más duras y ligeras que las cerámicas actuales, a la vez que tienen capacidad para múltiples impactos. Las baldosas cerámicas normales y un soporte de revestimiento tienen un valor de eficiencia de masa (EM) de 3 en comparación con la armadura de acero normal, mientras que cumple con la norma STANAG 4569. Los nuevos materiales cerámicos nanocristalinos deberían aumentar la dureza en comparación con las cerámicas actuales en un 70% y el La reducción de peso es del 30%, por lo que el valor EM es superior a 4. Además, la mayor tenacidad a la fractura aumenta la capacidad general de golpes múltiples. Algunos módulos AMAP pueden consistir en estas nuevas baldosas cerámicas pegadas en un revestimiento de respaldo y superpuestas por una cubierta, un concepto que también es utilizado por MEXAS. La armadura SLAT ligera también es parte de la familia AMAP.
En exceso, la nueva armadura nanocerámica superpuesta a la armadura base de un vehículo, que está respaldada por un revestimiento antideslizante, puede lograr una reducción de peso de más del 40% para cumplir con el Nivel 3 de la norma STANAG 4569. Además, los componentes de pegamento y revestimiento de AMAP funcionan de manera eficiente incluso a altas temperaturas (como 80 °C (176 °F)).
AMAP es un concepto de protección modular, por lo que se forman varios módulos, algunos de ellos en diferentes variantes según el nivel de protección requerido. La eficiencia puede incrementarse si se utilizan más tipos de módulos AMAP.

## Módulos AMAP

### AMAP-ADS
Se desarrolló un sistema de protección activa llamado AMAP-ADS (Active Defense System) para evitar que un vehículo sea golpeado por amenazas balísticas. El sistema también se conoce con el nombre AAC en Suecia y con el nombre Shark en Francia. AMAP-ADS es uno de los sistemas de protección activa más rápidos. A diferencia de los sistemas de milisegundos como Quick Kill de Raytheon o Iron Fist de IMI, es un sistema que solo necesita microsegundos para reaccionar. Esto reduce la distancia mínima de derrota y permite la protección contra amenazas más diferentes, como las  granadas propulsadas por cohete o los EFP. Los sensores para la detección de objetivos y las contramedidas están instalados alrededor del vehículo. El peso del sistema es de 140 kg para vehículos ligeros y hasta 500 kg para vehículos pesados.

### AMAP-AIR
AMAP-AIR está diseñado para proteger aviones como el Eurocopter Tiger. Las aeronaves requieren una armadura ligera especial.

### AMAP-B
AMAP-B (balístico) proporciona protección contra penetradores de energía cinética como balas, calibres de cañón automático como 20 mm a 30 mm y contra rondas APFSDS de cañones de tanque como rondas modernas de 120 mm o 125 mm. Como MEXAS AMAP-B existe en tres versiones. La versión ligera ofrece protección contra armas pequeñas para vehículos blindados ligeros o de revestimiento suave, helicópteros, aviones y barcos. La versión mediana de AMAP-B se usa normalmente en vehículos blindados medianos como los IFV y APC. Estos vehículos normalmente necesitan protección contra cañones automáticos de hasta 30 mm de calibre. La versión pesada AMAP-B se utiliza en tanques.

### AMAP-IED
AMAP-IED está diseñado para protección contra minas. Las minas han causado grandes pérdidas a las tropas en Afganistán e Irak. AMAP-IED se utiliza en dos niveles de protección, el nivel 1 proporciona protección contra fuego de armas pequeñas, fragmentos y explosiones, actualizado al nivel dos y también protege contra EFP y granadas propulsadas por cohetes como el RPG-7. El nivel 2 también incluye una protección contra minas.

### AMAP-L

Desconchado de un módulo de aluminio

AMAP-L (liner) es el antideslizante de AMAP. AMAP-L se puede acoplar a vehículos blindados o de piel blanda. El cono de desconchado, que normalmente es de 87 °, se puede reducir a solo 17°. Más de 30.000 vehículos han sido equipados con sistemas de revestimiento antideslizante de IBD.

### AMAP-M
AMAP-M (mina) es un módulo de armadura de protección contra minas. Cumple con la norma STANAG 4569 y tiene un peso menor que los sistemas de protección de minas convencionales.

### AMAP-MPS
AMAP-MPS (asiento multiusos) es un asiento especial protegido contra explosiones. A diferencia de los asientos normales, no está unido al piso o al techo del vehículo, por lo que los asientos pueden absorber la energía de los golpes.

### AMAP-P
AMAP-P utiliza módulos retráctiles, similares a faldones laterales o armaduras de listones, para derrotar eficazmente a los RPG´s. Es una variante moderna de armadura espaciada. AMAP-P tiene capacidad para múltiples golpes. Su densidad de superficie es inferior a 15 kg / m².

### AMAP-R
AMAP-R (techo) está diseñado para proteger el techo de un vehículo contra bombas de artillería y EFP. AMAP-R consta de dos capas de blindaje, llamadas AMAP-R Nivel 1 y AMAP-R Nivel 2. En comparación con la protección de techo convencional, que puede tener una densidad aérea de hasta 450 kg / m², AMAP-R es muy liviano (Nivel 1 tiene una densidad aérea de solo 25 kg / m², los niveles 1 y 2 juntos tienen una densidad aérea de 120 kg / m²). El blindaje normal del vehículo está superpuesto por una o dos capas de AMAP-R. El nivel 1 proporciona protección contra las bombas pequeñas, mientras que el nivel 2 protege contra las EFP.

### AMAP-S
AMAP-S (sigilo) es la solución de IBD para reducir la firma del vehículo. AMAP-S se puede instalar en vehículos navales, como barcos, vehículos terrestres y aviones. La instalación de IBD dispone de instrumentos propios para medir las firmas de un vehículo.

### AMAP-SC
AMAP-SC (carga con forma) tiene una eficiencia de masa muy alta, el EM está entre 8 y 10. AMAP-SC tiene capacidad de impactos múltiples y protege también contra otras amenazas, incluidas las minas. Dado que AMAP-SC es una armadura pasiva, a diferencia de ERA, no se utilizan explosivos, por lo que el daño colateral se reduce al mínimo.

### AMAP-T
AMAP-T (transparencia) es el componente de vidrio a prueba de balas de AMAP. El uso de una moderna armadura de cerámica reduce el peso hasta en un 50% en comparación con el vidrio normal a prueba de balas del mismo nivel de protección. Cumple con STANAG 4569 niveles 1 a 4.

## Aplicaciones

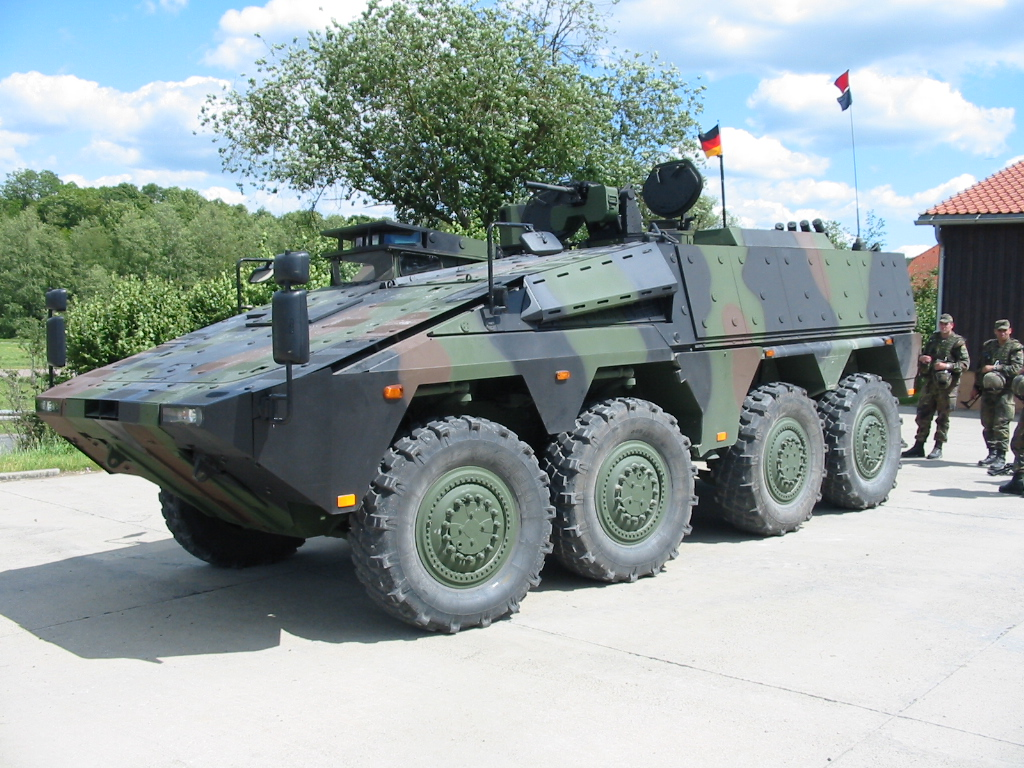
El GTK Boxer está blindado con la armadura compuesta AMAP.

Algunas de las aplicaciones conocidas de AMAP incluyen los siguientes vehículos blindados:

### Vehículos ligeros y medianos
- – Combat Vehicle 90:[2] AMAP-M, solo algunas variantes. Los CV90 noruegos se han actualizado con un nuevo paquete de protección desarrollado por IBD y Rheinmetall Chempro.[3]
- – VTLM: AMAP-B, AMAP-L, AMAP-M, AMAP-IED and AMAP-T
- – Patria AMV: AMAP-B
- – Puma: AMAP-B and AMAP-SC
- – MRAV Boxer: AMAP-B, AMAP-L, AMAP-M and AMAP-IED
- – VBC
- – VAB  IBD ha recibido una orden para equipar este tipo de vehículo con una nueva protección contra minas.

### Vehículos pesados

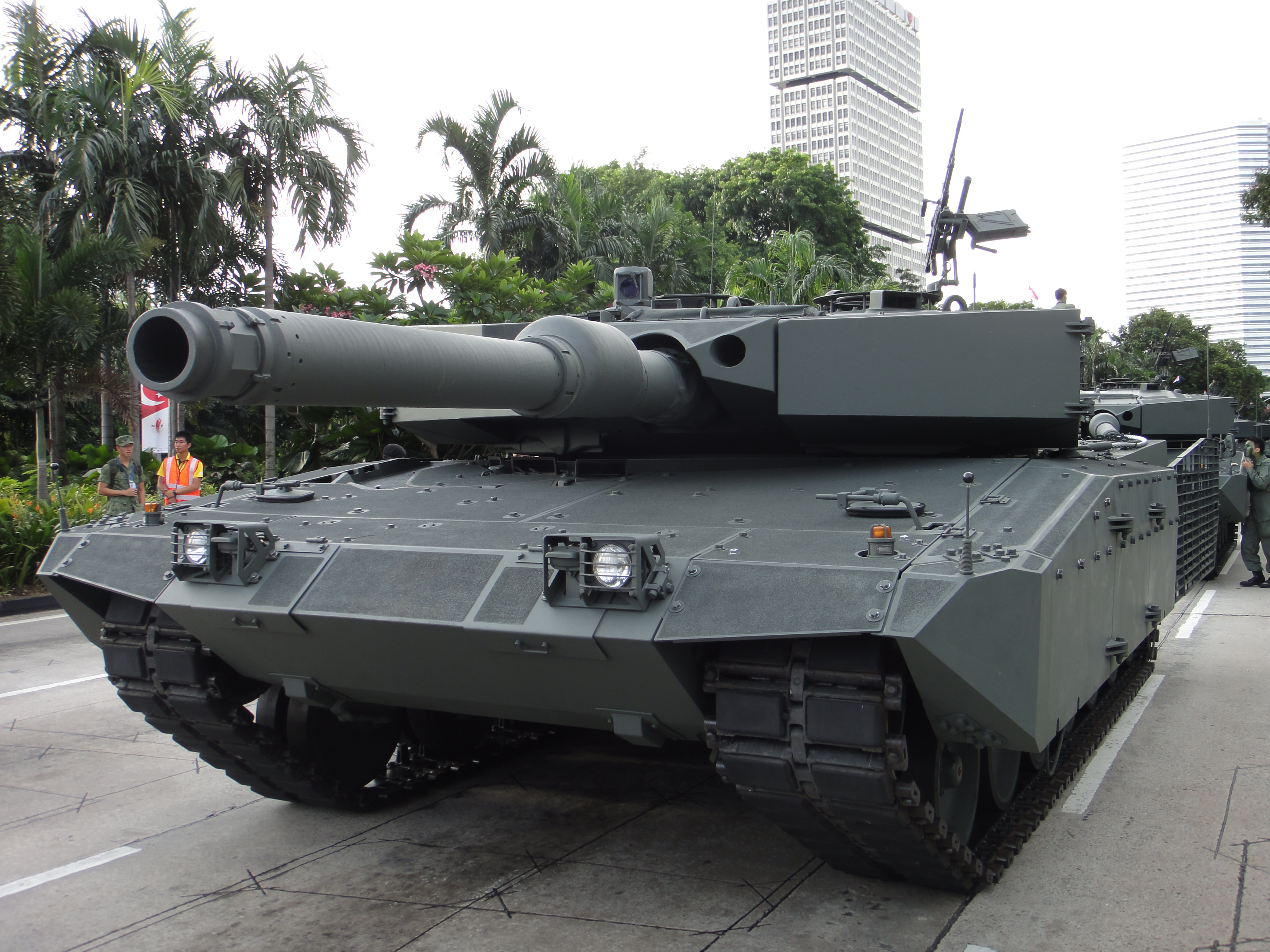
Leopard 2SG

Leopard 2

Leopardo 2A4 Evolution: Los Leopard 2SG con armadura superior del Ejército de Singapur están equipados con él.
Leopardo 2 Revolution: Una actualización del Leopard 2 desarrollada por Rheinmetall basada en el concepto Evolution de IBD. 61 de 103 Leopard 2A4 + del ejército indonesio se actualizaron al estándar Revolution, conocido como "Leopard 2RI".

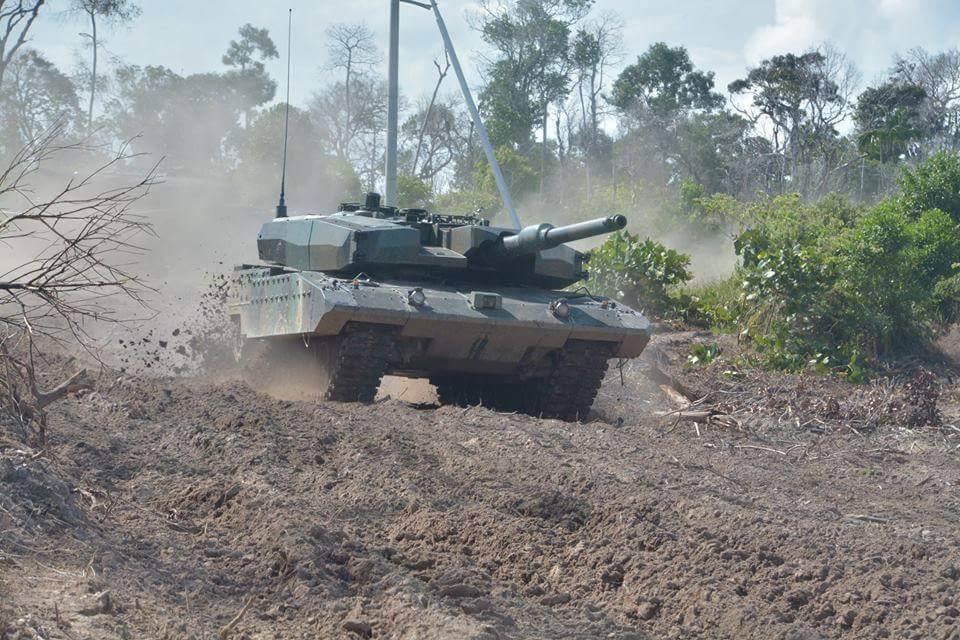
Leopardo 2RI

Stridsvagn 122B: Una actualización desarrollada para aumentar la capacidad de supervivencia general de los tanques suecos Stridsvagn 122. La actualización aumenta el peso en 350 kilogramos (770 lb) y aumenta el ancho del vehículo a 4 metros (13 pies).  Se utiliza una armadura SLAT de nuevo desarrollo para proteger la parte trasera.

### Aeronave
- – Eurocopter Tiger: AMAP-AIR only

El sistema de protección activo AMAP-ADS ya ha sido probados en varios vehículos que incluyen el SPz Marder, SEP, CV90120, AMV 8x8 y LMV.